# 콜펠리체
콜펠리체(이탈리아어: Colfelice)는 이탈리아 라치오주 프로시노네도에 위치한 코무네다. 로마로부터 남동쪽 100km, 프로시노네로부터 남동쪽 25km 거리에 있다.